# Tweede Kamerverkiezingen 1986/Kandidatenlijst/God Met Ons
Dit is de kandidatenlijst voor de Tweede Kamerverkiezingen 1986 van God Met Ons. De partij deed mee in vier van de negentien kieskringen.

## De lijst
1. Th.F. Bakker - 1.744 stemmen
2. J. Hoogland - 30
3. Tine Cuijpers-Boumans - 383
4. H. Tielsch - 72
5. O.H. Bakker-Tangelder - 19
6. H.A.W. van Grinsven - 127

PvdA · CDA · VVD · D66 · PSP · SGP · CPN · PPR · RPF · GPV · EVP · AR'85 · Centrumdemocraten · Federatieve Groenen · VCN · Centrumpartij · PGI · SP · Partij voor Ambtenaren en Trendvolgers · Lijst 19 (kieskring 9) · God Met Ons · Partij voor de Middengroepen · Loesje · Humanistische Partij · SAP · Partij Algemeen Belang · Lijst 27
1981 · 1982 · 1986